# Cephus cinctus
Cephus cinctus är en stekelart som beskrevs av Norton. Cephus cinctus ingår i släktet Cephus och familjen halmsteklar. Inga underarter finns listade.